# Skoki narciarskie na Mistrzostwach Świata w Narciarstwie Klasycznym 1941
Zawody w skokach narciarskich na Mistrzostwach Świata w Narciarstwie Klasycznym 1941 odbyły się 9 lutego w Cortinie d’Ampezzo (Włochy) na skoczni Italia. Złoty medal w zawodach wywalczył reprezentant Finlandii Paavo Vierto.
Podczas spotkania we francuskim mieście Pau, FIS zadecydowała jednak, że wyniki z tych mistrzostw nie będą wliczane do klasyfikacji ogólnej, gdyż liczba zawodników była zbyt mała.

## Wyniki
| Miejsce | Imię i nazwisko    | Kraj       | Nota   |
| ------- | ------------------ | ---------- | ------ |
| 1       | Paavo Vierto       | Finlandia  | 221,50 |
| 2       | Leo Laakso         | Finlandia  | 220,50 |
| 3       | Sven Selånger      | Szwecja    | 218,30 |
| 4       | Josef Weiler       | III Rzesza | 217,70 |
| 5       | Josef Bradl        | III Rzesza | 216,40 |
| 6       | Erik Lindström     | Szwecja    | 215,80 |
| 7       | Niilo Toppila      | Finlandia  | 214,17 |
| 8       | Heini Klopfer      | III Rzesza | ?      |
| 9       | Randmod Sørensen   | Norwegia   | ?      |
| 10      | Heinz Palme        | III Rzesza | ?      |
| 10      | Paul Kraus         | III Rzesza | ?      |
| 12      | Paul Häckel        | III Rzesza | ?      |
| 13      | Günther Meergans   | III Rzesza | ?      |
| 14      | Josef Jennewein    | III Rzesza | ?      |
| 15      | Timo Murama        | Finlandia  | 207,40 |
| 16      | Ludwig Demarmels   | Szwajcaria | ?      |
| 17      | Heinrich Klotz     | Szwajcaria | ?      |
| 18      | Hellmut Lantschner | III Rzesza | ?      |
| 19      | Hans Lahr          | III Rzesza | ?      |
| 20      | Gustav Berauer     | III Rzesza | ?      |
| 21      | Niilo Nikunen      | Finlandia  | 192,60 |